# Американо-монакські відносини
Монако та Сполучені Штати обмінялися консульськими посадовими особами незабаром після закінчення громадянської війни в США. Першим консулом Монако в США був Луї Борг, який вручив свої вірчі грамоти в травні 1866.

## Історія
У 1897 підраховано, що консул у Нью-Йорку обслуговував менше півдюжини громадян Монако , з приблизно сорока у Сполучених Штатах у 1901 році , і не підтримував широкої торгівлі , яку обробляла французька митниця. У 1901 році неоплачуваний консул Монако в Нью-Йорку Огюст Жув був також віце-консулом Франції. Його обов'язками для Монако було пересилання наукових статей принцу Альберту I та забезпечення прийому для військово-морського флоту Монако одного пароплава.
Першим консульським агентом США був Еміль де Лот, акредитований у лютому 1874 року, але цю посаду було закрито та переведено до Ніцци у 1906 році. Консульство США було відкрито в Монако в листопаді 1942 року Уолтером Оребо за розпорядженням його начальника Пінкні Така. Він розташовувався у двох кімнатах готелю «Метрополь». Але через кілька днів він був закритий вторгненням італійських військ. 
Альберт I тричі подорожував до США.  Під час Першої світової війни Монако приймало американських солдатів. В 1982 році американка Грейс Келлі була одружена з принцом Реньє III. Вони здійснили свій перший офіційний візит до Сполучених Штатів у 1956 році. 
До 2006 року єдиний кар’єрний генеральний консул Монако (Маґуї Маккаріо Дойл у 2006 році) працював із Нью-Йорка, але керував усіма почесними консулами по всьому світу .
У грудні 2006 року Сполучені Штати і Монако перейшли з консульських на повні дипломатичні відносини. Незабаром після цього Крейг Степлтон (посол у Франції) був акредитований у Монако, а посол Жиль Ног став першим послом Монако в Сполучених Штатах . У 2009 році Степлтона змінив Чарльз Рівкін. Сполучені Штати поки що не мають дипломатичного представництва в Монако, але є посольство в Парижі та генеральне консульство в Марселі. 3 грудня 2013 року принц Альберт II призначив Магуї Маккаріо Дойла послом Монако в Сполучених Штатах. Вона є першою жінкою на цій посаді.

## Угоди
У 1939 між двома країнами підписано договір про екстрадицію.
Угода про паспортні візи була підписана в 1952.
Договір про обмін податковою інформацією був укладений у 2009.

## Дипломатичне представництво Монако у Вашингтоні, округ Колумбія.

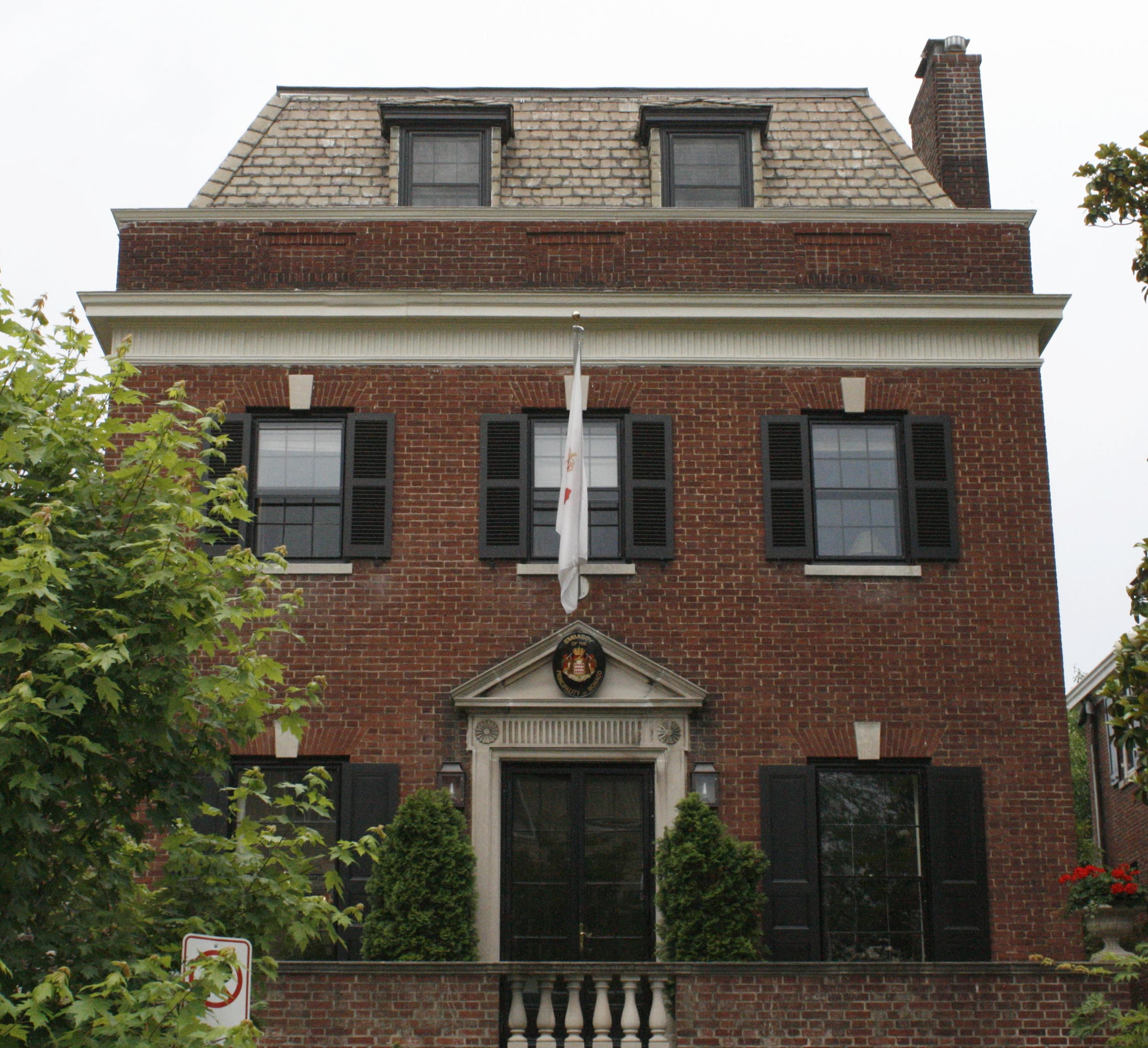
Резиденція посольства Монако у Вашингтоні, округ Колумбія
Посольство Монако у Вашингтоні, округ Колумбія, є дипломатичною місією  Князівства Монако в Сполучених Штатах  і Канаді  . Канцелярія посольства розташована за адресою 888 17th вулиця, Північний Захід , Вашингтон  D.C., поблизу площі Фаррагут на північному заході Вашингтона, округ Колумбія, тоді як резиденція посла, колись будинок президента Уоррена Г. Гардінга,  розташована у вашингтонському районі Калорама. 
Нинішнім послом є Його Високоповажність. Мегі Маккаріо Дойл. Посол Маккаріо Дойл також одночасно акредитований в Канаді , а також постійний спостерігач від Монако при Організації американських держав .